# Kolache

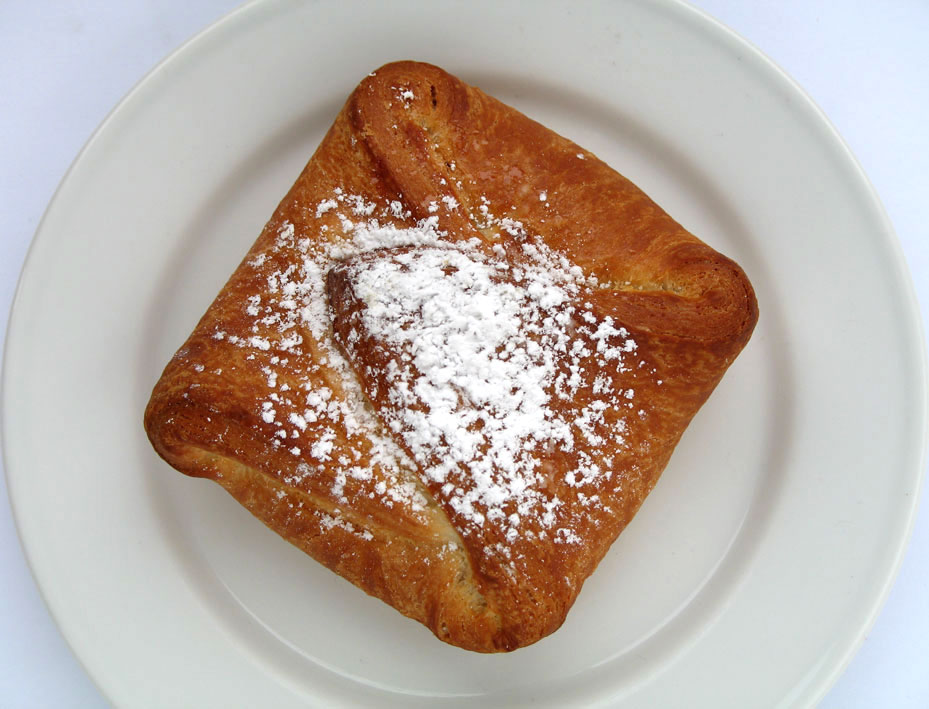
uma kolache vienense

Uma kolache (Alemão: Kolatsche ou Golatsche) é uma sobremesa originária da Europa Central.

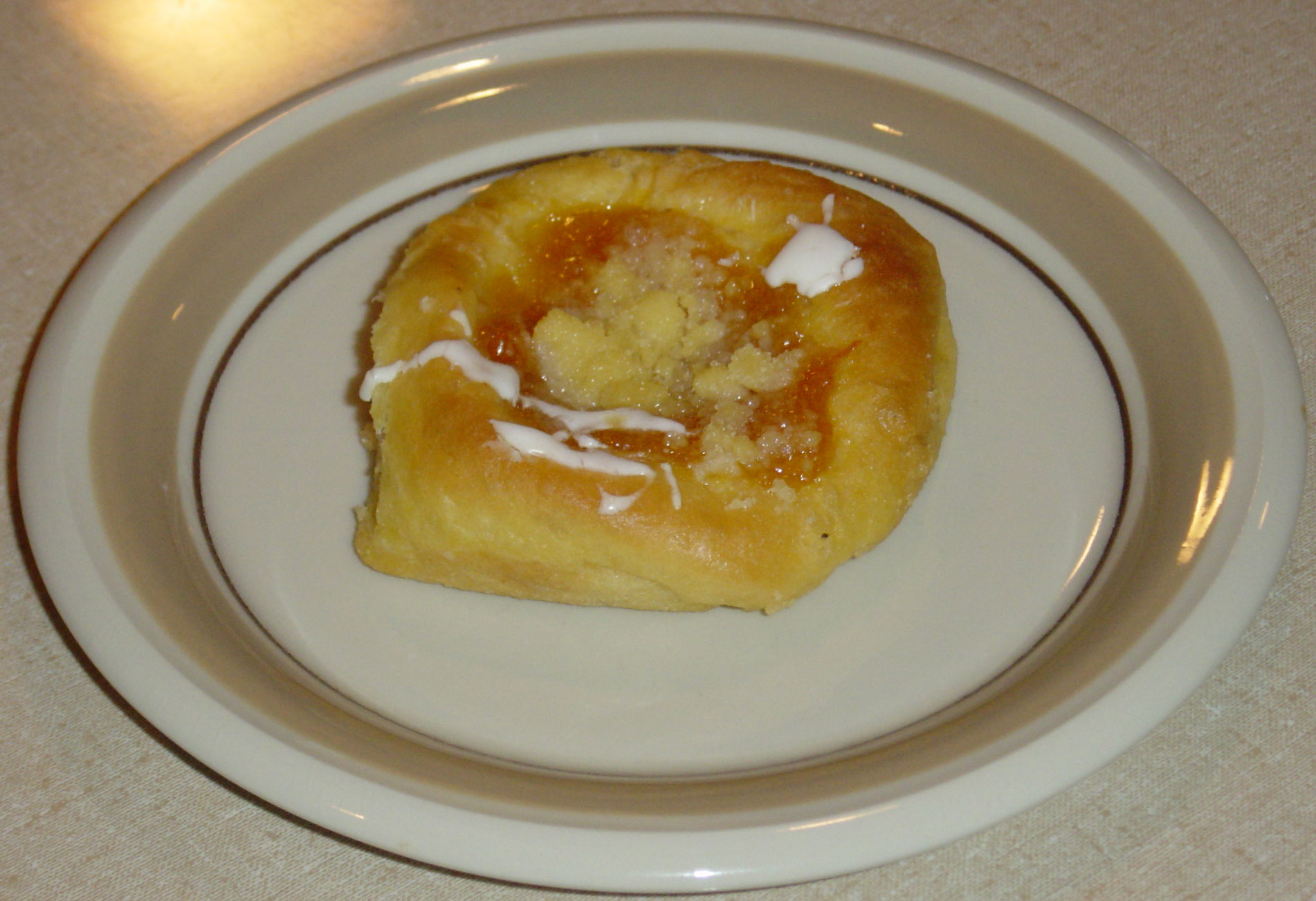
uma kolache estado-unidense